# Behoïta
La behoïta és un mineral de la classe dels òxids. S'anomena així pel seu contingut en beril·li i hidròxid (composició química). És un polimorf de la clinobehoïta.

## Característiques
La behoïta és un element químic de fórmula química Be(OH)₂. Cristal·litza en el sistema ortoròmbic. La seva duresa a l'escala de Mohs és 4. Presenta color blanc o és incolor, rarament rosa clar a gris clar. Pot presentar colors d'interferència anòmals blaus o marrons anòmals en llum transmesa.
Segons la classificació de Nickel-Strunz, la behoïta pertany a «04.FA: Hidròxids amb OH, sense H2O; tetraedres que comparetixen vèrtex» juntament amb els següents minerals: ashoverita, clinobehoïta, sweetita i wulfingita.

## Formació i jaciments
S'ha descrit en pegmatites granítiques com a producte d'alteració de la gadolinita (a Texas, EUA); també s'ha descrit en tufs volcànics alterats (Utah, EUA) i en vetes pegmatítiques i cavitats miarolítiques en sienites nefelíniques (al Mont Saint-Hilaire, Canadà). S'ha descrit associada a gadolinita, bastnäsita, tengerita, quars, albita, microclina, montmoril·lonita, fluorita i calcita.
S'ha trobar a les següents localitats: Texas i Utah (EUA); Mont Saint-Hilaire (Quebec) i a la pedrera Saga (Tvedalen, Noruega).